# 飯塚十朗
飯塚 十朗（いいづか じゅうろう、1937年4月4日 - ）は、日本のアーチェリー選手、アーチェリー指導者。
アジアアーチェリー連盟副会長。群馬県出身。長野原高校、日本体育大学卒。

## 経歴

### 概要
現役時代は選手として世界大会に3度出場を果たした。
現役を引退してからは、様々なアーチェリー大会の役員を務めた。
現在は、勤務先を定年退職し、アーチェリーの役員・指導者を務めている。

### 詳細
1980年モスクワオリンピックの日本選手団アーチェリー監督に就任するも、日本が不参加を決定したため、采配を取れずに終わった。
その後、日本アーチェリー連盟の重鎮として活躍し、アジアアーチェリー連盟副会長、全日本アーチェリー連盟副会長、全関西アーチェリー連盟会長、大阪府アーチェリー連盟会長、日本オリンピック委員会理事などの要職を歴任し、日本のアーチェリー界の発展に尽力した。
また、全日本アーチェリー連盟会長を務めていた安倍晋三（自由民主党）が内閣総理大臣に就任した折には、実質的な会長として事務を切り盛りした。
1980年のモスクワ五輪ボイコットに際しては、笹渕五夫、福田富昭、松本富士也、桜井勝利などとともに「コーチ団会議」の発起人としてモスクワ五輪への参加を訴えた。

## 主な受賞歴
- ミズノスポーツメントール賞（1990年）